# Prăbușirea copertinei de la gara din Novi Sad
Prăbușirea copertinei de la gara din Novi Sad este un accident care a avut loc la 1 noiembrie 2024, în jurul orei 11:50, la gara din Novi Sad. Incidentul s-a soldat cu moartea a 16 persoane și rănirea încă a uneia. Clădirea gării fusese construită în 1964, și renovată între 2021 și 2024 în cadrul inițiativei Belt and Road⁠(d) a Chinei. Cauza prăbușirii este încă subiect de anchetă.
Accidentul a declanșat o serie de proteste de masă în Novi Sad⁠(d), care apoi s-au răspândit în toată Serbia, alimentate de nemulțumirea cetățenilor pe multe teme, inclusiv corupția guvernului și cenzura mass-media.

## Context

### Construcția gării
Gara a fost construită în 1964. Structura clădirii era una avansată pentru acea vreme, îndrăzneață și relativ neobișnuită. Acoperișul, realizat din plăci de beton, este ondulat pentru rigiditate și susținut de console deasupra intrării principale. O structură suspendată este fixată de această porțiune a acoperișului folosind elemente de tensionare din oțel. Această structură constă în principal din grinzi masive de beton, ranforsate, care stau deasupra intrării ca o copertină. Copertina era atașată și de coloanele frontale ale clădirii, care sunt acoperite de un perete-cortină⁠(d) din sticlă, dar în principal era o structură suspendată. Acoperișul este intenționat subțire, iar plăcile lui sunt subțire în comparație cu structura mai masivă pe care o susțin. Conceptul de design structural al acestei părți a clădirii nu era gândit pentru durabilitate, întrucât, deși era o soluție bună pentru unele constrângeri de timp, suspendarea unei părți grele a structurii de acoperișul subțire făcea ca structura să fie inerent afectată de degradarea betonului⁠(d) și de oboseala materialului⁠(d). Mai mulți experți au sugerat o durată de folosință nu mai mare de 50 de ani pentru copertină și pentru materialele folosite.
Gara a rămas în forma ei originară timp de 57 de ani, fără renovări substanțiale, și la începutul deceniului anilor 2000, devenise relativ ponosită și neigienică, unele din echipamentele și facilitățile ei fiind scoase din funcțiune.

### Renovarea
În primele decenii ale secolului al XXI-lea, căile ferate din Serbia erau depășite și uzate. În 2013, în contextul inițiativei Belt and Road⁠(d) a Republicii Populare Chineze, China, Ungaria și Serbia au semnat un memorandum în vederea redezvoltării căii ferate Belgrad–Budapesta⁠(d) introducând căi ferate de mare viteză, începutul lucrărilor fiind la început preconizat a avea loc în 2015. Novi Sad, al doilea oraș ca mărime al Serbiei, este unul din orașele de-a lungul acestui tronson de cale ferată. O îmbunătățire a infrastructurii gării din oraș, cu renovarea clădirii gării, a început în 2021, conform documentelor tehnice dezvoltate de compania de stat Saobraćajni institut CIP, iar supervizarea construcției a fost încredințată consorțiului⁠(d) de șase firme de construcții, din care Egis⁠(d) juca rol de inginer supervizor, în timp ce Utiber (cu sediul în Ungaria și birouri în Novi Sad) era liderul asocierii.
Gara este inclusă de Institutul pentru Protejarea Monumentelor Culturale din Novi Sad pe lista „proprietăților care s-au bucurat anterior de protecție” (o categorie particulară de monument istoric⁠(d)). Astfel, înainte de începerea lucrărilor, Institutul a emis îndrumări de conservare, care impuneau ca renovarea copertinei de deasupra intrării principale să păstreze identitatea vizuală, și nu a tratat subiectul reconstruirii, întrucât ingineria structurală era în afara atribuțiilor Institutului.
Gara a fost renovată din 2021 până pe la jumătatea lui 2024. Proiectul a inclus reconstrucția totală a peroanelor, inclusiv subtraversarea peroanelor și copertina acestora, precum și renovarea podelelor, pereților, și acoperișului gării, inclusiv înlocuirea materialelor de pe fațada clădirii. Conform documentului tehnic al CIP, clădirea gării era „în stare constructivă bună, și prin inspecție vizuală nu s-au observat deteriorări care să afecteze stabilitatea structurii” înainte de începerea lucrărilor.
Lucrările au fost efectuate de un consorțiu format din companiile chinezești China Railway International Co., Ltd (subsidiară a China Railway Group Limited⁠(d)) și China Communications Construction Company, Ltd.⁠(d) (denumite împreună CRIC-CCCC). Gara a fost redeschisă cu fast în 2022, înainte de alegerile generale din acel an⁠(d). Renovările s-au reluat după alegeri, iar gara a fost redeschisă integral pe 5 iulie 2024.
În ianuarie 2024, site-ul de știri locale Portal 021 a cerut Ministerului Construcțiilor, Transportului și Infrastructurii⁠(d) și de la compania sărbă de infrastructură feroviară contracte și facturi legate de proiectul de renovare. Solicitarea a fost refuzată, întrucât CRIC-CCCC s-au opus partajării de detalii contractuale cu terți înainte de definitivarea proiectului și de confirmarea calității lucrărilor.
Atât CRIC-CCCC cât și Infrastructura Feroviară a Serbiei⁠(d), compania de stat care operează clădirea, au declarat apoi că copertina de la intrarea din față nu a fost reconstruită în cursul renovărilor și că era parte inițială a  structurii. Lucrările care s-au efectuat au fost, conform oficialilor, doar un tratament de conservare aliniat îndrumărilor Institutului.

## Accidentul și operațiunile de salvare
1. Milica Adamović (2008), din Kać⁠(d)
2. Sanja Ćirić Arbutina (1989), din Kać
3. Đorđe Firić (1971), din Kovilj⁠(d)
4. Sara Firić (2018), din Kovilj
5. Valentina Firić (2014), din Kovilj
6. Stefan Hrka (1997), din Belgrad
7. Mileva Karanović (1948), din Kać
8. Nemanja Komar (2007), din Stepanovićevo⁠(d)
9. Miloš Milosavljević (2003), din Knićanin
10. Goranka Raca (1966), din Novi Sad
11. Vukašin Raković (1955), din Bukovac⁠(d)
12. Anđela Ruman (2004), din Stara Pazova⁠(d)
13. Vasko Sazdovski (1979), din Sveti Nikole, Macedonia de Nord
14. Đuro Švonja (1947), din Stepanovićevo
15. Anja Radonjić (2000) din Paraćin
16. Vukašin Crnčević (2006), din Zmajevo⁠(d)

Pe 1 noiembrie 2024, la ora 11:52 CET, copertina de beton, de 48 m lungime, a gării s-a prăbușit peste persoanele care mergeau sau stăteau sub ea. Paisprezece oameni au murit pe loc, și alți trei au fost răniți. Printre cei decedați se număra un cetățean macedonean, restul fiind sârbi.
Circa 80 de salvatori din diferite orașe ale Serbiei au folosit mașini grele, inclusiv excavatoare și macarale, pentru a îndepărta dărâmăturile. Din cele trei victime rănite, două femei au fost blocate sub dărâmături și au fost salvate la mai multe ore de la prăbușire. 
Toți cei trei răniți au suferit amputări și au rămas în stare gravă. Una dintre femei a murit 16 zile mai târziu din cauza rănilor grave. Pe 21 martie 2025, a mai murit un rănit, un bărbat de 19 ani.

## Urmări
Plecările din gară au fost suspendate iar clădirea a fost închisă pe perioadă nedeterminată. Tot traficul feroviar public din Novi Sad către Subotica și Sombor a fost mutat la gara Futog, iar traficul pe relația cu Belgrad a fost mutat la gara Petrovaradin.
Guvernul Serbiei a decretat zi de doliu național pe 2 noiembrie, iar  Provincia Autonomă Voievodina și primăria orașului Novi Sad au decretat trei zile de doliu în oraș. Cetățenii au aprins lumânări și au depus flori la Piața Libertății⁠(sr)[traduceți] și în fața gării.

### Ancheta
Procuratura generală din Novi Sad a declanșat o anchetă. Peste 40 de persoane, inclusuv ministrul construcțiilor Goran Vesić⁠(d), au fost audiați. Cel puțin 11 persoane au fost arestate sau aduse cu mandat de către poliție la procuratură, inclusiv Vesić, care a declarat că s-a prezentat de bunăvoie. Pe 30 decembrie 2024, Vesić și alți 12 au fost puși oficial sub învinuire.

## Reacții

### Pe plan intern
Căile Ferate Sârbe și-au exprimat regretul în urma dezastrului. Miniștrii guvernului, prim-ministrul Serbiei⁠(d) Miloš Vučević⁠(d) și Đurić au vizitat locul dezastrului. Președintele Serbiei⁠(d) Aleksandar Vučić a cerut „justiție” pentru cei responsabili, iar partidele de opoziție au acuzat autoritățile de corupție. A doua zi, primarul Novi Sadului, Milan Đurić⁠(d), a declarat că criminaliștii analizează dărâmăturile, că nu se cunoaște cauza dezastrului, că ancheta trebuie să ajungă la un final înainte de a se vorbi de demisii, și că restul structurii pare a fi în stare normală, și a cerut cetățenilor să „aibă încredere în stat și în sistem”, adăugând că persoanele vinovate vor fi trase la răspundere.
După accident, în social media mulți au acuzat guvernul de neglijență. Principalul subiect de contestare l-au constituit afirmațiile companiei Infrastructura Feroviară a Serbiei⁠(d) conform cărora copertina nu fusese reconstruită. Un alt subiect controversat a fost refuzul CRIC-CCCC de a publica documentația lucrărilor de reconstrucție. Pe 3 noiembrie, s-au ținut proteste în fața Ministerului Construcțiilor, Transportului și Infrastructurii⁠(d) din Belgrad, în care s-a cerut demisia și arestarea oficialilor considerați vinovați de dezastru. Pe 4 noiembrie, ministrul construcțiilor Goran Vesić⁠(d) și-a anunțat demisia, începând cu a doua zi, declarând că „nu se consideră vinovat”. Pe 5 noiembrie, s-au ținut proteste cauzate de dezastru în fața gării și în alte locuri din Novi Sad, soldate cu ciocniri cu poliția și cu rănirea a cel puțin 12 persoane, dintre care 10 polițiști. S-a arunct cu proiectile și cu vopsea roșie spre birourile regionale ale Partidului Progresist Sârb aflat la guvernare, și apoi și înspre clădirea primăriei⁠(d). Cel puțin nouă persoane au fost arestate, iar incidentul l-a determinat pe președintele Vučić să facă o vizită. Un alt protest s-a ținut la Belgrad pe 11 noiembrie, și un protest tăcut a avut loc la Novi Sad în 15 noiembrie, în timpul căruia demonstranții au blocat intersecțiile din dreptul gării. Pe 19 noiembrie, protestatarii au blocat un tribunal din Novi Sad cerând arestarea celor responsabili de dezastru și eliberarea celor reținuți în urma protestelor anterioare. Pe 20 noiembrie, ministrul comerțului exterior, fost ministru al construcțiilor, Tomislav Momirović⁠(d) și-a anunțat demisia. Pe 22 noiembrie, protestatarii din toată Serbia au ținut 15 minute de reculegere în memoria celor 15 victime, protestând în stradă.
Pe 25 noiembrie, a izbucnit o încăierare⁠(d) în timpul unei ședințe pe teme bugetare în Adunarea Națională după ce parlamentarii de opoziție au afișat un  banner pe care scria „aveți mâinile mânjite de sânge” și au cerut discutarea dezastrului, în timp ce parlamentarii majorității au afișat și ei un banner în care acuzau opoziția că „se războiește în timp ce Serbia vrea să muncească”.
Pe 11 decembrie, după săptămâni întregi de proteste studențești, Vučić a făcut unele concesii, inclusiv o promisiune că toate rechizitoriile legate de dezastru vor fi făcute publice. El a anunțat că toți protestatarii reținuți până la acea dată vor fi eliberați și s-a angajat să grațieze orice protestatar va fi condamnat penal. A fost prima dată de când Vučić a ajuns la putere în 2012 când a făcut concesii protestatarilor, dar nu s-a conformat cererii acestora de a demisiona.
Pe 28 ianuarie 2025, Miloš Vučević a demisionat din funcția de prim-ministru în urma protestelor continuate.
Pe 1 martie 2025, zeci de mii de oameni s-au adunat în orașul Niš pentru a comemora victimele dezastrului din gara Novi Sad și pentru a participa la un protest condus de studenți. Protestatarii au cerut ca autoritățile să publice documentele pe marginea evenimentului și să-i aducă în fața justiției pe cei vinovați. Au cerut ca acuzațiile la adresa studenților protestatari să fie retrase și să se crească bugetul educației. La 11:52 a.m., ora exactă a prăbușirii acoperișului cu 4 luni în urmă, protestatarii au ținut momente de reculegere în centrul Nišului în memoria victimelor.